# Eutoreuma
Eutoreuma là một chi bướm đêm thuộc họ Erebidae.